# محمود الجزار
محمود الجزار (مواليد 21 مايو 1998) هو لاعب كرة قدم مصري يلعب كمدافع في نادي الجونة على سبيل الإعارة من النادي الأهلي.